# 오스기 사카에
오스기 사카에(일본어: 大杉 栄, 1885년 1월 17일 ~ 1923년 9월 16일)는 일본의 대표적인 노동운동가이다.

## 생애
일본 육군의 보병 소좌였던 아버지의 영향으로 나고야의 육군유년학교에 입학하지만 동료와 다툰 일로 퇴교를 당했다. 그는 이후 도쿄 외국어학교에서 프랑스어를 전공하였고, 그곳에서 아나키스트들과 사귀며 고토쿠 슈스이와 사카이 도시히코 등이 세운 헤이민샤에 참여해 사회주의자로서 활동을 시작했다. 22세때 '전차 요금 인상 반대운동'을 벌여 감옥에 수감된 이후 3년간 모두 다섯 차례 복역했는데, 감옥에 드나드는 동안 독일어, 러시아어, 스페인어, 에스페란토를 섭렵했고, 이후 에스페란토 학교를 열어 아시아 아나키스트들에게 에스페란토를 가르치기도 했다. 1921년~1922년 일본 사회주의 진영 내부에서 아나르코생디칼리슴파와 볼셰비즘파의 사상적 대립인 '아나르코-볼셰비키 논쟁'이 벌어졌을 때에는 볼셰비즘파와 격렬하게 대립했다. 세계 각지를 돌아다니며 러시아인, 베트남인, 중국인, 아프리카인들과 교류하며 국제 연대를 꾀했던 그는 한국의 독립운동가들인 이동휘와 여운형 등을 직접 만나 국제연대를 꾀했다. 나아가 박열등이 조직한 '흑도회'라는 아나키즘 단체를 만드는 데 후원해 힘썼으며, 베트남의 독립운동가이자, 베트민의 지도자였던 호치민과도 연대하기도 했다.
1923년에는 중국인으로 위장하여 프랑스 파리에서 개최된 노동절 집회에 참가하던 도중에 프랑스 경찰에 의해 체포당해 곧바로 추방당했다. 그 해 9월에 간토 대지진이 일어났을 때 아내 이토 노에와 조카와 함께 일본 육군 헌병 대위인 아마카스 마사히코에게 살해당했다.

## 참고 문헌
- 마쓰모토 겐이치 (2010년 7월 2일). 《키타 잇키 : 천황과 대결한 카리스마》. 교양인. ISBN 978-89-91799-51-6.

- 오스기 사카에 (2005년 6월 30일). 《오스기 사카에 자서전》. 실천문학사. ISBN 978-89-392-0515-4.